# Corrida de São Silvestre de 1929
A Corrida de São Silvestre de 1929 foi a 5ª edição da prova de rua, realizada no dia 31 de dezembro de 1929, no centro da cidade de São Paulo, a largada aconteceu às 23h45m, a prova foi de organização da Cásper Líbero.
O vencedor foi Heitor Blasi, da Societá Palestra Itália com o tempo de 28m39s, sendo o primeiro bicampeão da prova.

## Percurso
Da Avenida Paulista ao Parque Trianon até Associação Athletica São Paulo – Ponte Pequena, com 8 800 metros.

## Resultados

#### Masculino
- 1º Heitor Blasi (Brasil) - 28m39s